# Coupe d'Allemagne féminine de football 1996-1997
Navigation
Édition précédente Édition suivante
Le DFB-Pokal Frauen 1996-1997 est la dix-septième édition de la Coupe d'Allemagne féminine.
Il s'agit d'une compétition à élimination directe ouverte aux vainqueurs des coupes de chaque fédération régionale et des clubs de la  Bundesliga féminine. Elle est organisée par la Fédération allemande de football (DFB).
La finale a lieu le 14 juin 1997 au stade olympique de Berlin. Le Grün-Weiß Brauweiler remporte sa troisième Coupe d'Allemagne.

## Format
Les équipes participantes sont les vainqueurs des coupes des fédérations régionales et toutes les équipes ayant participé à la Bundesliga féminine en 1995-1996, soit 20 équipes, et les promus pour la saison 1995-1996 (trois équipes).
La compétition commence avec les 32e de finale qui se jouent sur un match, en cas d'égalité une séance de tirs au but a lieu. 
La finale se joue le 14 juin 1997 en lever de rideau de la finale masculine.

## Demi-finales
Les matchs se jouent le 29 et le 30 mars 1997.
| Equipe 1             | Equipe 2               | Score |
| -------------------- | ---------------------- | ----- |
| Grün-Weiß Brauweiler | FC Rumeln-Kaldenhausen | 4 - 3 |
| SSV Turbine Potsdam  | Eintracht Rheine       | 2 - 3 |

## Finale
| 14 juin 1997 | Grün-Weiß Brauweiler | 3 - 1   | Eintracht Rheine | Stade olympique de Berlin, Berlin |                      |
|              |                      | (1 - 0) |                  | Spectateurs : 30 000              | Spectateurs : 30 000 |

- Le Grün-Weiß Brauweiler remporte sa troisième Coupe d'Allemagne, le club termine également champion et vainqueur de la supercoupe[2].